# Kacper Piorun
Kacper Piorun (24 de novembre de 1991) és un jugador d'escacs polonès que té el títol de Gran Metre des del 2012. Ha estat tres cops campió del món de resolució de problemes d'escacs.
A la llista d'Elo de la FIDE del gener de 2022, hi tenia un Elo de 2641 punts, cosa que en feia el jugador número 4 (en actiu) de Polònia. El seu màxim Elo va ser de 2685 punts, a la llista del juliol de 2016 (posició 52 al rànquing mundial).

## Resultats destacats en competició
El 2007 va guanyar el campionat de Polònia sub-16 jugat a Łeba. El 2009 va acabar tercer en el Campionat del Món de la Joventut. El 2010 va guanyar el Memorial Rubinstein a Polanica-Zdrój. El 2013 va guanyar el campionat de Polònia Blitz a Bydgoszcz. Piorun fou clarament campió del 19è Obert de Bavària a Dolent Wiessee el 2015 amb 8 punts de 9. També ha competit amb èxit en diversos Campionats d'Escacs d'Equip polonesos. L'agost del 2015 fou campió de l'Obert de Sants amb 8½ punts de 10, mig punt per davant dels segons classificats.
Piorun és excel·lent en resolució de problemes d'escacs. El 2011 va guanyar el campionat del món de resolució de problemes i esdevengué un Gran Mestre Internacionals de resolució de problemes. Va guanyar el títol del món també el 2014 a Berna i el 2015 a Ostroda. Va guanyar l'or amb l'equip de Polònia en el campionat del món de rerolució de problemes a Kobe el 2012, a Berna el 2014 i a Ostroda el 2015.
El març de 2019 fou tercer al Campionat d'Europa individual a Skopje (el campió fou Vladislav Artémiev).

### Participació en competicions per equips
Piorun ha jugat per Polònia al campionat d'Europa per equips Sub18 masculí:
- El 2008, fou guanyador amb l'equip i obtingué l'or individual del tauler tres en el 8è campionat d'Europa Sub18 masculí a Szeged (+6, =1, -0).
- El 2009, obtingué la plata per l'equip al tauler dos en el 9è campionat d'Europa per equips masculí Sub18 a Pardubice (+2, =4, -1).

Va participar el campionat d'Europa per equips de 2013, jugant en el quart tauler per Polònia del segon equip a Varsòvia (+3, =5, -1).